# Elecciones generales de Botsuana de 1999
Las elecciones generales de Botsuana de 1999 tuvieron lugar el 16 de octubre del mencionado año con el objetivo de renovar 40 de los 44 escaños de la Asamblea Nacional, ejerciendo estos sus funciones por el período 1999-2004. Se trató de los séptimos comicios que tenían lugar en Botsuana tras su independencia del Reino Unido en 1966, y los octavos bajo sufragio universal en la historia del país. Tuvieron lugar al mismo tiempo que las elecciones de gobierno local. Siguiendo los resultados del referéndum sobre la reforma electoral de 1997, fueron las primeras elecciones administradas por la Comisión Electoral Independiente (IEC), así como las primeras tras la reducción de la edad mínima para votar de 21 a 18 años, la autorización del voto para ciudadanos en el extranjero, y la instauración de una boleta de papel en lugar del sistema de votación por discos empleado anteriormente.
Tras la instauración de un límite de mandatos para la presidencia, Quett Masire se retiró el 1 de abril de 1998, más de un año antes de las elecciones, dejando en el cargo al vicepresidente Festus Mogae e inaugurando un sistema de sucesión anticipada de la presidencia y el liderazgo del gobernante Partido Democrático de Botsuana (BDP) que se ha mantenido desde entonces. Estas fueron las primeras elecciones que el BDP disputó bajo el liderazgo de Mogae y las primeras desde la independencia en las que Masire no fue candidato. El principal partido de la oposición, el Frente Nacional de Botsuana (BNF) sufrió una dura crisis interna cuando la mayoría de sus parlamentarios dejaron de apoyar a su líder histórico, Kenneth Koma, para encolumnarse en torno al vicepresidente del partido Michael Dingake. La negativa de Koma a abandonar su cargo motivo la división del BNF y la fundación del Partido del Congreso de Botsuana (BCP). El BNF intentó formar una coalición con otros seis partidos opositores, el Movimiento de la Alianza de Botsuana (BAM), a la que el BCP rechazó unirse. Sin embargo, una serie de fricciones condujeron a que el BNF disputara las elecciones en solitario, mientras que los otros seis partidos concurrieron bajo la BAM. Aunque la oposición quedó dividida en tres bloques de relativo peso, se trató de la elección con menos fuerzas en disputa desde 1984.
A pesar de la concesión que representó la creación de la IEC (una demanda de larga data por parte de los partidos opositores), la campaña se vio sacudida por polémicas en torno a la administración electoral. formación tardía de la IEC dejó a la recién establecida autoridad con solo diecisiete meses para la gestión de los comicios, lo que resultó en numerosos problemas en el registro de votantes (de un estimado de 900.000 potenciales electores, solo un 60% se registró para votar). El anuncio de la convocatoria electoral en agosto de 1999 anuló el registro suplementario de votantes porque muchos todavía no habían podido ser verificados todavía. Mogae respondió declarando el estado de emergencia (la primera y única vez que se ha hecho uso de esta prerrogativa en la Bostuana independiente) con el único fin de forzar una reunión de la Asamblea Nacional para aprobar una enmienda a la ley electoral que facilitara la incorporación al padrón de unos 60.000 votantes.
El BDP obtuvo una victoria abrumadora con un 57,14% del voto popular (su primer crecimiento de votos respecto a la elección anterior en veinte años) y su octava mayoría calificada con 33 de los 40 escaños. La división de la oposición y el sistema de escrutinio mayoritario uninominal sesgaron el resultado a favor del partido gobernante, mientras que la imagen de renovación partidaria bajo el nuevo liderazgo de Mogae respecto a las disputas persistentes dentro de los partidos opositores beneficiaron al oficialismo ante los votantes. Con un aparato político más arraigado, el BNF resistió con un 25,95% de los votos y 6 escaños, reteniendo en gran medida el control de su base urbana de votantes a pesar de una fuerte incursión del BCP, que logró solo el 11,90% de los votos y el escaño del norte en Okavango. La BAM logró el 4,69% de los votos y ningún escaño. El resultado fue devastador para la oposición botsuana, luego de dos décadas de crecimiento sostenido y elevadas expectativas, y restablecieron el prestigio del BDP como partido dominante del país. La participación fue del 77,11% del electorado registrado.

## Antecedentes
Las elecciones de 1994, realizadas en el marco de una profunda desaceleración económica y crecientes llamadas de la oposición a la reforma electoral, resultaron en que el partido dominante desde la independencia, el conservador Partido Democrático de Botsuana, liderado por el presidente Quett Masire, sufriera su mayor debacle hasta el momento, recibiendo solo 27 de los 40 escaños contra 13 del socialdemócrata Frente Nacional de Botsuana, liderado por Kenneth Koma. La oposición tomó el control de casi la totalidad de las circunscripciones que representaban centros urbanos, salvo uno. El resultado puso en jaque por primera vez la larga hegemonía del BDP y llevó a que muchas de las demandas reformistas de la oposición, como la creación de una autoridad electoral autónoma respecto al gobierno, la reducción de la edad para votar de 21 a 18 años y un límite de tiempo para ejercer la presidencia de la República, fuesen tomadas en cuenta. Ya desde antes de las elecciones voces dentro del propio partido oficialista habían comenzado a proclamar la necesidad de reformas. En enero de 1995, una serie de manifestaciones en Mochudi y Gaborone terminaron con una protesta estudiantil frente al edificio del Parlamento, que fue duramente reprimida por la policía. Se trató del evento de brutalidad policial más violento en la Botsuana posterior a la independencia y convenció al gobierno de Masire de que la frustración social era más amplia de lo supuesto.
Masire respondió a los disturbios anunciando tanto la reducción de la edad para votar como la creación de una Comisión Electoral Independiente (IEC). Reafirmó sus intenciones en noviembre de 1995 y añadió que el gobierno también estaba estudiando la posibilidad de extender el derecho a voto a los botsuanos residentes en el extranjero. Al mismo tiempo, un congreso extraordinario del BDP votó para limitar la permanencia del líder del partido (y por lo tanto, del presidente del país) a un máximo de dos mandatos de cinco años, garantizando la alternancia en el poder. En mayo de 1996 se organizó una conferencia nacional, a la que asistieron dirigentes del BDP y de los partidos de la oposición, y se llegó a un consenso unánime sobre la aplicación de las reformas. El BDP aceptó además separar las elecciones de las autoridades locales de las de la Asamblea Nacional, y abolir el poder del partido gobernante para designar concejales no electos. La constitución exigía un referéndum público para ratificar las enmiendas constitucionales. El referéndum se realizó el 4 de octubre de 1997. Aunque las reformas fueron aprobadas, apenas un 16,7% del electorado registrado emitió sufragio. Más tarde se aprobaron nuevas reformas sin la realización de un referéndum, como la imposición definitiva de un límite de dos mandatos de cinco años para la presidencia y la sucesión automática del presidente por parte del vicepresidente en caso de renuncia o muerte. El 1 de abril de 1998, Masire se retiró y el vicepresidente Festus Mogae asumió como jefe de Estado.
La segunda mitad del año 1998 vio un creciente conflicto dentro del BNF, que descalabró las posibilidades de una victoria electoral opositora. El liderazgo de Kenneth Koma (una de las principales figuras del partido desde su fundación y líder desde 1985) comenzó a ser cuestionado por buena parte de la dirigencia. Las divisiones se hicieron notar tan pronto como en el congreso del partido en julio de 1997. En 1998, un nuevo congreso derrocó a Koma y lo reemplazó con un presidente interino. Koma se negó a renunciar y judicializó el resultado del congreso, obteniendo un fallo favorable que establecía que el líder del partido no podía ser depuesto. Tras reasumir el mando del BNF, Koma organizó una purga de sus detractores y estableció un «comité interino» con partidarios suyos. En cuestión de días, la mayoría de los parlamentarios del BNF (incluyendo su vicepresidente, Michael Dingake) desertaron y fundaron el Partido del Congreso de Botsuana (BCP). Se trató del primer gran cisma del BNF desde su surgimiento en 1966. Aunque ya se habían producido escisiones antes, la creación del BCP fue la primera de importancia. El BNF, sin embargo, continuó controlando la estructura partidaria y el arraigo local, del cual el BCP (aunque con el respaldo de mayor cantidad de funcionarios opositores en ejercicio) todavía carecía.

## Sistema electoral
Los comicios se realizaron bajo la constitución vigente aprobada en 1966, y siguiendo los lineamientos de la ley electoral aprobada el 17 de mayo de 1968 con las reformas sancionadas en referéndum en 1997. De acuerdo con la misma, todo ciudadano botsuano mayor de dieciocho años (una reducción de tres años con respecto a la legislación anterior) puede registrarse para votar en las elecciones, siempre que estén inscritos en la lista electoral de su lugar de residencia y no tengan una condena de prisión que supere los seis meses. Las listas electorales se establecen en las oficinas de votación de los barrios una vez que los distritos electorales se hubiesen demarcado. Un elector solo puede votar en la circunscripción en la que está registrado. El sufragio es universal, optativo y secreto.
La elección de 1999 vio un cambio en el sistema de votación. Hasta entonces el proceso se realizaba con discos que correspondían a varios candidatos según el color. No obstante, una serie de reformas para hacer el sistema más transparente resultaron en la instauración de una boleta de papel. Esto implicó que, por primera vez, fuera posible emitir un voto en blanco o anular el voto.
Todo ciudadano registrado como votante que fuere capaz demostrar un dominio oral y escrito suficiente del idioma inglés podría presentar su candidatura para diputado de la Asamblea Nacional. No podrían presentar su candidatura aquellos que incumplieran los requisitos, ni tampoco los miembros de la entidad tribal denominada Consejo de Jefes o los funcionarios públicos en ejercicio. 40 de los 44 escaños de la Asamblea Nacional son elegidos por medio de escrutinio mayoritario uninominal. Todo el territorio del país se encuentra dividido en cuarenta circunscripciones, cada una de las cuales debe ser representada por un diputado, elegido por el electorado de dicha circunscripción a simple mayoría de votos. Cada candidatura a la Asamblea Nacional debe ser presentada por dos ciudadanos de la circunscripción que se disputará y respaldada por al menos otros siete. Un candidato no puede representar a más de una circunscripción.
El presidente de la República es elegido al mismo tiempo que la Asamblea Nacional bajo un sistema indirecto. Los candidatos a la Asamblea Nacional deben declarar su apoyo por un candidato presidencial, y el candidato que reciba los apoyos de la mayor cantidad de diputados electos será de este modo elegido presidente. Su mandato es renovado cuando se renueva la Asamblea Nacional. En caso de la vacancia de un cargo parlamentario durante el período legislativo, se realizarán elecciones parciales en dicha circunscripción bajo el mismo sistema electoral. Una reforma constitucional instituyó un límite de tiempo de diez años (equivalente a dos mandatos de cinco) para que una misma persona ejerciera la presidencia.
Después de las elecciones, otros cuatro miembros de la Asamblea Nacional son designados por los parlamentarios electos para representar intereses especiales. El presidente y el fiscal general de la República son miembros ex officio sin derecho a voto.

## Candidaturas

### Candidaturas presidenciales
De conformidad con la legislación vigente, las nominaciones de candidaturas presidenciales fueron recogidas antes que las parlamentarias por el Jefe de Justicia, en calidad de Director de Escrutinio de Elecciones Presidenciales, el 18 de septiembre de 1999, en el edificio de la Corte Suprema en Lobatse. Cuatro líderes políticos presentaron sus documentos para postularse como candidatos presidenciales, recibiendo los cuatro la validación de la justicia.
| Candidato                                | Partido | Partido                                    |
| ---------------------------------------- | ------- | ------------------------------------------ |
| Ephraim L. Setshwaelo                    |         | Movimiento de la Alianza de Botsuana (BAM) |
| Michael Dingake                          |         | Partido del Congreso de Botsuana (BCP)     |
| Festus Mogae                             |         | Partido Democrático de Botsuana (BDP)      |
| Kenneth Koma                             |         | Frente Nacional de Botsuana (BNF)          |
| Fuente: Comisión Electoral Independiente |         |                                            |

### Candidaturas parlamentarias
Mientras tanto, el día de la nominación de candidatos para las elecciones a la Asamblea Nacional fue el 24 de septiembre, al mismo tiempo que las nominaciones para las elecciones de gobierno local. Al igual que en todas las elecciones desde la independencia, el Partido Democrático de Botsuana fue la única fuerza que presentó candidatos en todas las cuarenta circunscripciones, mientras que el Frente Nacional de Botsuana y el Partido del Congreso de Botsuana presentaron 38 candidatos cada uno. El BNF no presentó candidatos en Bobirwa y South East, distritos que sí había disputado en 1994, mientras que sí se presentó en Ngami, el único distrito que no había disputado en esa ocasión. El BCP fue el único retador del BDP en Bobirwa y South East, mientras que no se presentó en Mmadinare y Molepolole (donde el BNF fue el único partido opositor que se presentó). La BAM, compuesta por cuatro partidos tras el retiro del BNF, postulo dieciocho candidatos, mientras que el marxista Movimiento MELS (siglas de Marx, Engels, Lenin y Stalin) postularon candidatos en Gaborone West y Gaborone Central. Hubo también dos candidatos independientes, en Moshopa y Kanye.
|  | 100.00 % |

|  | 95.00 % |

|  | 95.00 % |

|  | 45.00 % |

|  | 5.00 % |

|  | 5.00 % |

## Campaña
La campaña electoral, desarrollada a partir del 25 de septiembre, fue en gran medida discreta y se centró en la pobreza, el desempleo, la distribución de la riqueza y la epidemia de VIH/sida en el país. El BDP hizo campaña con la promesa de una gestión financiera prudente, diversificación industrial y esfuerzos para combatir el problema del VIH/sida. El BNF criticó la política económica del gobierno, alegando que estaba demasiado centrada en las zonas urbanas, en un intento de apelar a la base rural de votantes del BDP. El BCP afirmó que el gobierno era demasiado complaciente después de estar en el poder desde mediados de la década de 1960.

## Resultados

### Resultado general

Resultados por circunscripción.

Las elecciones resultaron en una abrumadora victoria del gobernante Partido Democrático de Botsuana, que revalidó su mayoría calificada con un 57,14% del voto popular y 33 de los 40 escaños parlamentarios, garantizando la permanencia en el cargo de Festus Mogae. Se trató de la primera vez desde 1974 que el BDP evidenciaba un crecimiento porcentual de votos y permanece hasta la fecha como la última vez que ha obtenido más del 80% de los escaños electos. Beneficiándose de la desproporción generada por el sistema uninominal, así como de la división de los partidos opositores en dos frentes de relativo peso por primera vez en décadas, el BDP logró una abrumadora mayoría. Sus mejores resultados fueron en sus bastiones en el este del país, con Ian Khama (hijo de Seretse Khama y futuro sucesor de Mogae en la presidencia) como el candidato con mejor desempeño al lograr el 92,02% de los votos en Serowe North. Los peores desempeños para el partido, como en anteriores comicios, siguieron siendo los centros urbanos de importancia, aunque logró ganar algunos distritos urbanos gracias a la división opositora, como Francistown East y Francistown West, Sebile/Phikwe y los distritos capitalinos de Gaborone Central y Mogoditshane (la primera ocasión desde la muerte de Khama en la que el partido lograba obtener un escaño en la capital). Kgatleng East fue la circunscripción que ganó con menor porcentaje de votos, con un 39,90%. El peor resultado del BDP fue en Gaborone West, donde I. W. Komanyane logró el 35,90% de los votos.
Además de los 33 escaños electos, el BDP obtuvo cuatro escaños adicionales debido a que el presidente de la República tiene derecho constitucional a nombrar cuatro miembros especialmente elegidos del Parlamento para que sean aprobados por el parlamento. La elección también vio un crecimiento de las mujeres electas, de dos a seis (lo que representaba un 18% del Parlamneto).
El Frente Nacional de Botsuana, principal fuerza de la oposición desde 1969, experimentó un duro descalabro como consecuencia de las escisiones sufridas el año anterior, con un 25,95% de los votos y una representación de 6 escaños. Perdió casi once puntos porcentuales respecto a 1994 y más de la mitad de los escaños ganados en aquella ocasión. En lo que representó una pérdida del gran parte del terreno ganado en la década anterior, el BNF se vio restringido nuevamente a la capital, Gaborone, a la ciudad de Lobatse y otros bastiones en el extremo sur del país. Sin embargo, el resultado se consideró un relativo éxito para el liderazgo de Kenneth Koma y evidenció el verdadero arraigo del BNF como partido por sobre otras alternativas. Koma mismo fue el candidato opositor con mejor desempeño personal al lograr el 57,09% de los votos en Gaborone South, mientras que su peor desempeño fue en Okavango (con un 3,28% de los votos), seguido del bastión de BDP en Serowe North, con un 4,74%, las únicas dos circunscripciones donde el partido fracasó en retener su depósito. La escisión del BCP (con la mayoría de la estructura parlamentaria e institucional del partido) no pudo contrarrestar la fuerte militancia y presencia local en las áreas rurales del BNF. A pesar de continuar siendo el principal partido de la oposición, el conflicto interno del BNF y el repunte del BDP frustró en gran medida las expectativas de una victoria opositora y una alternancia política en Botsuana después de casi tres décadas de gobiernos del BDP. Fue la última elección que el Frente disputó bajo el liderazgo de Koma, pues este se retiraría poco antes de las siguientes elecciones, cerca de cumplir 80 años.
Por su parte, el Partido del Congreso de Botsuana no consiguió desplazar al BNF de su papel como principal opositor y se estrelló rotundamente en los comicios, con tan solo un 11,90% de los votos y un único escaño. Casi la totalidad de sus parlamentarios en ejercicio (elegidos en 1994 como candidatos del BNF) perdieron sus escaños, con la única excepción de Joseph Kavindama, que logró retener el bastión opositor de Okavango por un margen de apenas 82 votos, convirtiéndose en el primer político ajeno al BDP o al BNF en ganar una elección parlamentaria desde 1984. El líder del partido, Dingake, perdió aplastantemente en Gaborone Central, ubicándose tercero detrás del BNF y precipitando la victoria del BDP en la circunscripción. Afectado por el notorio arraigo del aparato del BNF y la debilidad ante el BDP, el nuevo partido tuvo desempeños sorprendentemente bajos en la gran mayoría del país. Fuera de Okavango solo superó el 30% de los votos en Kgatleng East, que junto con Bobirwa (donde fue el único retador del BDP) fueron las únicas circunscripciones donde logró ser la segunda fuerza más votada. Doce de sus candidatos, prácticamente un tercio del total, obtuvieron menos del 5% de los votos y perdieron sus depósitos.
El Movimiento de la Alianza de Botsuana logró el 4,69% de los votos y ninguno de sus candidatos resultó electo. Sus mejores resultados fueron en algunas regiones del norte y el este del país, donde sus principales integrantes (el Partido de la Libertad y la Independencia de Motsamai Mpho y el Partido Popular de Botsuana de Kenneth M. Nkhwa) conservaban todavía un aparato político destacable. Superó el 30% de los votos en North East y (32,85% con Nkhwa como candidato) y Ngami (30%), y se ubicó segundo en Maun/Chobe (con el propio Mpho como candidato, en lo que sería su última candidatura) y Sebina Gweta. En Gaborone, donde dependió más que nada del minoritario Partido de Acción Unida y dónde el IFP había cedido gran parte de su capital al BNF, su desempeño fue en gran medida marginal y estuvo entre los peores de la jornada, con menos del 1% de los votos. Siete de los dieciocho candidatos presentados por la coalición perdieron sus depósitos, al igual que los candidatos del Movimiento MELS (22 votos en todo el país) y el candidato independiente C. Batsile en Kanye. Por otro lado T. Kebaswele, otro candidato independiente, logró ubicarse tercero en Moshopa con algo más de un 11% y retuvo su depósito.
A pesar de la notoria recuperación del BDP y del profundo descalabro de la oposición, el resultado demostró ser profundamente dependiente de la desproporción de los distritos electorales y de la división de los partidos opositores, y dejó claro que el país seguía mostrándose competitivo respecto al período de partido hegemónico finalizado en 1994. El BDP no superó el 70% de los votos en ninguna circunscripción fuera de sus principales bastiones en el este del país y no superó el 50% de los votos en ninguna circunscripción urbana, ni siquiera las que ganó, y el voto combinado de la oposición continuó siendo superior al 40% de los votos. La unidad entre el BNF y el BCP daba prácticamente el mismo resultado que el obtenido por el BNF unido en 1994, con un 37,85% y 11 escaños, dos escaños menos que en 1994. La totalidad de los partidos opositores unidos en un mismo bloque hubieran ganando 13 escaños, exactamente la misma cantidad, por lo que, a diferencia de las anteriores elecciones, la mayoría de dos tercios del BDP no hubiera sido puesta en cuestión de haberse concretado una unidad opositora.
|  | 57.14 % |

|  | 25.95 % |

|  | 11.90 % |

|  | 2.47 % |

|  | 2.02 % |

|  | 0.20 % |

|  | 4.69 % |

|  | 0.01 % |

|  | 0.30 % |

|  | 95.07 % |

|  | 4.93 % |

|  | 100.00 % |

|  | 77.11 % |

### Resultados por circunscripción
|  | 54.49 % |

|  | 18.33 % |

|  | 14.72 % |

|  | 12.47 % |

|  | 96.51 % |

|  | 3.49 % |

|  | 100.00 % |

|  | 73.99 % |

|  | 44.01 % |

|  | 43.18 % |

|  | 9.53 % |

|  | 3.28 % |

|  | 93.09 % |

|  | 6.91 % |

|  | 100.00 % |

|  | 78.95 % |

|  | 61.79 % |

|  | 30.00 % |

|  | 4.29 % |

|  | 3.93 % |

|  | 93.09 % |

|  | 3.22 % |

|  | 100.00 % |

|  | 80.40 % |

|  | 56.53 % |

|  | 32.85 % |

|  | 8.48 % |

|  | 2.14 % |

|  | 96.67 % |

|  | 3.33 % |

|  | 100.00 % |

|  | 78.48 % |

|  | 68.92 % |

|  | 15.64 % |

|  | 8.94 % |

|  | 6.50 % |

|  | 92.01 % |

|  | 7.99 % |

|  | 100.00 % |

|  | 70.42 % |

|  | 53.14 % |

|  | 20.62 % |

|  | 14.37 % |

|  | 11.87 % |

|  | 93.99 % |

|  | 6.01 % |

|  | 100.00 % |

|  | 73.36 % |

|  | 69.94 % |

|  | 15.32 % |

|  | 8.31 % |

|  | 6.43 % |

|  | 94.00 % |

|  | 6.00 % |

|  | 100.00 % |

|  | 71.19 % |

|  | 65.76 % |

|  | 25.58 % |

|  | 8.66 % |

|  | 93.69 % |

|  | 6.31 % |

|  | 100.00 % |

|  | 72.51 % |

|  | 92.02 % |

|  | 4.74 % |

|  | 3.24 % |

|  | 96.19 % |

|  | 3.81 % |

|  | 100.00 % |

|  | 73.27 % |

|  | 84.34 % |

|  | 12.46 % |

|  | 3.20 % |

|  | 95.59 % |

|  | 4.41 % |

|  | 100.00 % |

|  | 74.96 % |

|  | 66.15 % |

|  | 21.46 % |

|  | 10.20 % |

|  | 2.19 % |

|  | 97.33 % |

|  | 2.67 % |

|  | 100.00 % |

|  | 76.03 % |

|  | 85.24 % |

|  | 9.10 % |

|  | 5.66 % |

|  | 95.58 % |

|  | 4.42 % |

|  | 100.00 % |

|  | 68.83 % |

|  | 88.58 % |

|  | 11.42 % |

|  | 90.62 % |

|  | 9.38 % |

|  | 100.00 % |

|  | 68.23 % |

|  | 79.80 % |

|  | 20.20 % |

|  | 93.97 % |

|  | 6.03 % |

|  | 100.00 % |

|  | 72.52 % |

|  | 71.61 % |

|  | 22.70 % |

|  | 5.69 % |

|  | 94.54 % |

|  | 5.46 % |

|  | 100.00 % |

|  | 75.19 % |

|  | 70.04 % |

|  | 25.99 % |

|  | 3.97 % |

|  | 96.35 % |

|  | 3.65 % |

|  | 100.00 % |

|  | 75.09 % |

|  | 46.33 % |

|  | 36.67 % |

|  | 17.00 % |

|  | 96.84 % |

|  | 3.16 % |

|  | 100.00 % |

|  | 79.49 % |

|  | 39.90 % |

|  | 31.36 % |

|  | 28.74 % |

|  | 91.59 % |

|  | 8.41 % |

|  | 100.00 % |

|  | 84.23 % |

|  | 76.87 % |

|  | 23.13 % |

|  | 72.38 % |

|  | 27.62 % |

|  | 100.00 % |

|  | 79.21 % |

|  | 69.69 % |

|  | 30.31 % |

|  | 95.84 % |

|  | 4.16 % |

|  | 100.00 % |

|  | 79.49 % |

|  | 51.48 % |

|  | 35.65 % |

|  | 12.87 % |

|  | 95.40 % |

|  | 4.60 % |

|  | 100.00 % |

|  | 78.17 % |

|  | 67.40 % |

|  | 29.05 % |

|  | 3.55 % |

|  | 96.93 % |

|  | 3.07 % |

|  | 100.00 % |

|  | 80.35 % |

|  | 63.95 % |

|  | 25.23 % |

|  | 10.81 % |

|  | 93.88 % |

|  | 6.12 % |

|  | 100.00 % |

|  | 76.19 % |

|  | 51.97 % |

|  | 46.85 % |

|  | 1.18 % |

|  | 93.88 % |

|  | 6.12 % |

|  | 100.00 % |

|  | 81.39 % |

|  | 47.85 % |

|  | 47.71 % |

|  | 4.44 % |

|  | 94.63 % |

|  | 5.37 % |

|  | 100.00 % |

|  | 78.90 % |

|  | 51.81 % |

|  | 30.34 % |

|  | 11.33 % |

|  | 4.30 % |

|  | 2.22 % |

|  | 95.67 % |

|  | 4.33 % |

|  | 100.00 % |

|  | 80.22 % |

|  | 52.57 % |

|  | 38.72 % |

|  | 4.46 % |

|  | 3.31 % |

|  | 0.94 % |

|  | 96.21 % |

|  | 3.79 % |

|  | 100.00 % |

|  | 77.48 % |

|  | 47.16 % |

|  | 45.19 % |

|  | 7.65 % |

|  | 94.98 % |

|  | 5.02 % |

|  | 100.00 % |

|  | 83.14 % |

|  | 64.94 % |

|  | 30.46 % |

|  | 4.60 % |

|  | 95.50 % |

|  | 4.50 % |

|  | 100.00 % |

|  | 78.15 % |

|  | 51.34 % |

|  | 40.37 % |

|  | 8.29 % |

|  | 95.58 % |

|  | 4.42 % |

|  | 100.00 % |

|  | 82.55 % |

|  | 51.76 % |

|  | 36.46 % |

|  | 11.78 % |

|  | 94.48 % |

|  | 5.52 % |

|  | 100.00 % |

|  | 78.89 % |

|  | 47.91 % |

|  | 19.35 % |

|  | 19.12 % |

|  | 13.62 % |

|  | 97.20 % |

|  | 2.80 % |

|  | 100.00 % |

|  | 75.49 % |

|  | 51.13 % |

|  | 18.09 % |

|  | 16.80 % |

|  | 13.98 % |

|  | 98.22 % |

|  | 1.78 % |

|  | 100.00 % |

|  | 75.99 % |

|  | 48.24 % |

|  | 30.86 % |

|  | 19.94 % |

|  | 0.96 % |

|  | 97.20 % |

|  | 2.80 % |

|  | 100.00 % |

|  | 79.02 % |

|  | 43.73 % |

|  | 35.90 % |

|  | 18.82 % |

|  | 1.47 % |

|  | 0.08 % |

|  | 99.17 % |

|  | 0.83 % |

|  | 100.00 % |

|  | 75.54 % |

|  | 41.68 % |

|  | 37.42 % |

|  | 20.00 % |

|  | 0.90 % |

|  | 98.41 % |

|  | 1.59 % |

|  | 100.00 % |

|  | 79.99 % |

|  | 57.09 % |

|  | 38.40 % |

|  | 4.06 % |

|  | 0.46 % |

|  | 97.72 % |

|  | 2.28 % |

|  | 100.00 % |

|  | 78.83 % |

|  | 47.55 % |

|  | 31.07 % |

|  | 16.30 % |

|  | 4.86 % |

|  | 0.22 % |

|  | 99.19 % |

|  | 0.81 % |

|  | 100.00 % |

|  | 74.41 % |

|  | 50.96 % |

|  | 41.35 % |

|  | 7.18 % |

|  | 0.51 % |

|  | 98.14 % |

|  | 1.86 % |

|  | 100.00 % |

|  | 80.38 % |

## Reacciones
Mogae celebró los resultados como un «mandato claro» a su favor y afirmó recibirlo «con humildad», agradeciendo que las elecciones se hubieran podido celebrar en un ambiente tranquilo y libre. Tras prestar juramento para un mandato presidencial de cinco años ante el Tribunal Supremo, Mogae dio un discurso conciliador en el que destacó que «la experiencia ha demostrado que no se trata de si estas políticas son apropiadas o no, sino más bien si se aplican con vigor o timidez. Será nuestro objetivo primordial, por lo tanto, garantizar nuestra implementación oportuna de estas políticas, programas y proyectos, mientras luchamos contra la pobreza y el desempleo». Mogae celebró a los candidatos ganadores del BDP y los convocó a trabajar con él, y envió un mensaje a los partidos opositores, afirmando que su participación «valió la pena porque agudizó la contienda y enriqueció nuestra democracia». Finalizó reafirmando su compromiso con la liberalización económica, la democracia, el desarrollo y el respeto a la propiedad privada.
La oposición reaccionó al descalabro electoral con sorpresa, y la mayor parte de los partidos hicieron balances críticos para con la gestión del proceso electoral, el sistema político y el poderío económico del BDP por sobre los partidos opositores, aunque reconocieron mayormente la legitimidad del resultado. Declarando ante los medios tras conocerse los resultados, Koma hizo un balance negativo del proceso, afirmando que «hemos regresado al período anterior a las elecciones de 1994, cuando la oposición apenas era visible en el Parlamento» y que, aunque Botsuana era una democracia multipartidista, esta estaba controlada por un partido que ganaba elección tras elección gracias al patrocinio de grandes empresas. Denunció irregularidades en las circunscripciones de Francistown, Letlhakeng y Molepolole (donde el BDP había derrotado al BNF por poco), expresó su preocupación por el alto número de votos anulados (que atribuyó a una falta de debida educación cívica de la población) y reclamó que el BDP demostrara «buena voluntad» otorgando a la oposición al menos dos de los escaños parlamentarios designados por el presidente.
Dingake declaró que el gobierno debería financiar a los partidos opositores para nivelar el campo de juego. Expresó su consternación por la derrota sufrida, pero descartó una reunificación del BCP con el BNF o cualquier cooperación con otros partidos opositores por el momento, afirmando que la decisión correspondería a las autoridades partidarias. Ephraim Setshwaelo, candidato de la BAM, mantuvo un tono mucho más crítico con la gestión de las elecciones, denunciando que «la política en Botsuana es la política del hambre» y que los electores votaban al BDP por ser el partido con más dinero. Declaró que la IEC no había estado a la altura. Setshwaelo también atacó a Koma y Dingake, y fue el único de los dirigentes opositores que reconoció que la división opositora había perjudicado sus chances, proponiendo que los distintos dirigentes discutieran la unificación de cara a futuras elecciones. Por último, los dos candidatos del Movimiento MELS (Themba Joina y Ndiye Tlhatlogang) consideraron haber hecho las cosas bien a pesar de su falta de recursos (afirmando tener un único vehículo para la campaña). Días después de los comicios, Tlhatlogang denunció irregularidades graves por parte de la IEC, pero sus denuncias fueron descartadas.